# Vescomtat de Llemotges
El vescomtat de Llemotges fou una jurisdicció feudal del Llemosí centrada primer a Llemotges i després a Ségur existent des del s. IX fins a la seva incorporació a la corona francesa en el s. XVII, el títol va perviure tot i que més formalment que de facto fins a la dissolució del Regne de França.

## Geografia
S'estenia per la regió anomenada de l'Alta Viena, el nord del Dordonya, Mareuil, Saint-Jean-de-Côle, Thiviers, Nontron fins Auberoche, Hautefort, Condat-sur-Vézère i Payzac (incloent Excideuil que fou després un dels principals castells), i la part a l'oest de la Corresa (Masseret, Salon, Pompadour, Ayen et Yssandon, incloent el castell de Ségur, que fou la principal residència a partir del segle xv i per això se l'anomenà Vescomtat de Segur). En conjunt s'estenia entre Llemotges, Bribe i Perigueux. Els principals castells que van formar part del territori al llarg del temps foren Ségur, Excideuil, Aixe sur Vienne, Auberoche i Nontron.

## Història
El comtat del Llemosí havia estat donat per Carles el Calb a Ramon I de Tolosa vers el 850. Ramon el va transmetre a la seva mort vers 664 amb els seus altres honors al seu fill Bernat II de Tolosa conegut com a Bernat el Vedell. El 872 uns emissaris de Bernat Plantapilosa d'Alvèrnia van assassinar Bernat el Vedell i Plantapilosa es va apoderar del comtat de Tolosa i potser altres comtats (Roergue, Carcí). Un germà del Vedell, Fulcoald, va mantenir el poder a Llemotges sense títol oficial però conegut com a vescomte de Llemotges. L'altra germà, Odó de Tolosa, casat amb la comtessa Garsenda d'Albi o de l'Albigès (i comte pel dret de la seva dona), li va disputar el poder però el rei Carles el Calb va reconèixer a Plantapilosa. En aquest moment ja el ducat d'Aquitània havia iniciat la seva fragmentació en gran nombre de feus menors.
Fulcoald va morir vers el 886. Mai no va agafar el títol de comte (ni de vescomte) però fou vescomte de fet del territori. El va succeir el seu fill Hildebert I que agafà el títol vescomtal. Un fill el va succeir i un net (fill d'un altre fill) va rebre la part nord, fronterera entre Aquitània i França, que va esdevenir el comtat de la Marca o La Marche, generalment coneguda com a Marca Llemosina). El vescomtat va passar per diverses cases senyorials i fou incorporat a la corona francesa quan el vescomte Enric va ser proclamar rei Enric IV de França. Posteriorment el vescomtat fou donat com assignació a un príncep de la sang, Carles d'Artois al qual fou concedit el 1773, però l'hi fou retirat el 1776.
El 1661 el rei Lluís XIV de França va concedir a Francesc de Rochechourt, vescomte de Rochechouart de la branca dels Chandenier, senyor i comte de Chandenier (nascut el 1611 i mort el 1696) el dret a portar el títol de comte de Llemotges (no vescomte), merament honorífic.

## Llista de vescomtes

### Casa de Tolosa
- Hildebert 886- vers 904

casat amb Adaltruda emparenta a la mare de Gerald d'Aurillac
- Hildegari 904-943, fill

casat a Tetberga
- Gerald († 988), fill, 943-988

casat a Rotilda. El seu quart fill Aimeri, anomenat Ostofrancus, és considerat el tronc dels vescomtes de Rochechouart i un altre fill, Gerald d'Argenton és l'origen dels vescomtes de Brosse.
- Guiu I († 1025), fill, 988-1025

casat a Emma, filla d'Ademar, vescomte o castellà de Ségur
- Ademar I (12 d'agost de 1036), anomenat el Tartamut, fill, 1025-1036:

casat a Senegunda d'Aulnay, filla de Cadelon III, vescomte o castellà d'Aulnay
- Guiu II († després de 1067), fill, 1036-1048
- Ademar II (1023-1090), germà, 1048-1090

casada a Humberga, segurament de la casa de Périgord
- Ademar III († 1139), anomenat "el Barbut", fill, 1090-1139
- Guiu III († 1114), fill, 1090-1114

### Branca de Comborn

escut

- Guiu IV, fill d'Arquimbald IV, vescomte de Comborn i de Brunissenda de Llemotges, filla d'Ademar III, 1139-1148

casat a la marquesa de la Marche (sense fills)
- Ademar IV († 1148), germà 1139-1148

casat amb Margarita de Turena (tstimoniada entre 1143 i 1173), filla de Ramon I de Turena, vescomte de Turena
- Ademar V, anomenat Bosó, († 1199), fill, 1148-1199

casat amb Sara de Cornualla (vers 1158 – † 23 de novembre de 1216), filla de Reginald de Dunstanville, comte de Cornualla
- Guy V († 29 de març de 1229), fill, 1199-1229

casada amb Ermengarda
- Guiu VI († 1263), fill, 1229-1263

casat amb Margarita de Borgonya (vers 1239-† 27 d'agost de 1277), filla de Hug IV, duc de Borgonya
- Maria (1260 † 1290), filla, 1263-1290

casada amb Artur II de Bretanya (1262 † 1312)

### Casa de Dreux (capets de Dreux o Dreux-Bretanya)

Escuts dels vescomtes des de Guiu VII.

- Artur II de Bretanya (1262 † 1312), 1290-1301
- Joan III de Bretanya (1287 † 1331), fill d'Artur i Maria, 1301-1314
- Guiu VII de Penthièvre (1287 † 1331), germà, 1314-1317, comte de Penthièvre i senyor de Mayenne.
- Joan III de Bretanya (1287 † 1331), segona vegada, 1317-1331
- Joana de Savoia (morta 1344), usufructuaria vitalícia, 1331-1344
- Joana de Penthièvre (1319 † 1384), filla, 1331-1384, duquessa de Bretanya

casada amb Carles de Blois (1319 † 1364),

### Casa de Blois-Châtillon
- Joan I de Châtillon († 1404), fill de Joana i Carles, 1384-1404

casat a Margarita de Clisson
- Guillem (1400 † 1456), fill, 1404-1456

casat a Isabel de la Tour d'Auvergne
- Francesca de Châtillon († 1481), filla, 1456-1481

casada à Alan d'Albret (1440 † 1522)

### Casa d'Albret
- Joan d'Albret, rei de Navarra, fill, 1481-1516

casat a Caterina I de Navarra
- Enric d'Albret, fill, 1516-1555

casat a Margarita de França (1492-1549)
- Joana d'Albret, filla, 1555-1572

casada a Antoni de Borbó

### Casa de Borbó
- Enric IV de França i III de Navarra, rei de Navarra, rei de France el 1589, vescomte 1572-1610

## Genealogia simplificada de les branques originades en la casa de Llemotges
|                                                                           |                                                                           |                                                                           |                                                                           |                                                                           |                                                                           |                                                      |                                                      |                                                      |                                                      |                                                      |                                                      |                                                                  |                                                                 |                                                                 |                                                                 |                                                                 |                                                                 |                                                      |                                                      |                                   |                                   | Fulcoald de Llemotges (†886) vescomte de Llemotges |                                   |                                                   |                                                   |                                                               |                                                               |                                                               |                                                               |                                                               |                                                               |  |  |                               |                               |                                           |                                           |                                           |                                           |                                            |                                            |                                            |                                            |                                            |                                            |                                          |                                          |                                          |                                          |                                          |                                          |  |  |                                              |                                              |                                              |                                              |                                              |                                              |  |  |  |  |  |  |  |  |  |  |  |  |  |  |  |  |  |  |  |  |  |  |  |  |  |  |  |  |  |  |  |  |  |  |  |  |
|                                                                           |                                                                           |                                                                           |                                                                           |                                                                           |                                                                           |                                                      |                                                      |                                                      |                                                      |                                                      |                                                      |                                                                  |                                                                 |                                                                 |                                                                 |                                                                 |                                                                 |                                                      |                                                      |                                   |                                   |                                                    |                                   |                                                   |                                                   |                                                               |                                                               |                                                               |                                                               |                                                               |                                                               |  |  |                               |                               |                                           |                                           |                                           |                                           |                                            |                                            |                                            |                                            |                                            |                                            |                                          |                                          |                                          |                                          |                                          |                                          |  |  |                                              |                                              |                                              |                                              |                                              |                                              |  |  |  |  |  |  |  |  |  |  |  |  |  |  |  |  |  |  |  |  |  |  |  |  |  |  |  |  |  |  |  |  |  |  |  |  |
|                                                                           |                                                                           |                                                                           |                                                                           |                                                                           |                                                                           |                                                      |                                                      |                                                      |                                                      |                                                      |                                                      |                                                                  |                                                                 |                                                                 |                                                                 |                                                                 |                                                                 |                                                      |                                                      |                                   |                                   |                                                    |                                   |                                                   |                                                   |                                                               |                                                               |                                                               |                                                               |                                                               |                                                               |  |  |                               |                               |                                           |                                           |                                           |                                           |                                            |                                            |                                            |                                            |                                            |                                            |                                          |                                          |                                          |                                          |                                          |                                          |  |  |                                              |                                              |                                              |                                              |                                              |                                              |  |  |  |  |  |  |  |  |  |  |  |  |  |  |  |  |  |  |  |  |  |  |  |  |  |  |  |  |  |  |  |  |  |  |  |  |
|                                                                           |                                                                           |                                                                           |                                                                           |                                                                           |                                                                           |                                                      |                                                      |                                                      |                                                      |                                                      |                                                      |                                                                  |                                                                 | Hildebert de Llemotges († 914) vescomte de Llemotges            | Hildebert de Llemotges († 914) vescomte de Llemotges            | Hildebert de Llemotges († 914) vescomte de Llemotges            | Hildebert de Llemotges († 914) vescomte de Llemotges            | Hildebert de Llemotges († 914) vescomte de Llemotges | Hildebert de Llemotges († 914) vescomte de Llemotges |                                   |                                   |                                                    |                                   |                                                   |                                                   |                                                               |                                                               |                                                               |                                                               |                                                               |                                                               |  |  |                               |                               |                                           |                                           |                                           |                                           |                                            |                                            |                                            |                                            |                                            |                                            | Ramnald de Llemotges vescomte d'Aubusson | Ramnald de Llemotges vescomte d'Aubusson | Ramnald de Llemotges vescomte d'Aubusson | Ramnald de Llemotges vescomte d'Aubusson | Ramnald de Llemotges vescomte d'Aubusson | Ramnald de Llemotges vescomte d'Aubusson |  |  | Arquimbald de Llemotges vescomte de Comborn  | Arquimbald de Llemotges vescomte de Comborn  | Arquimbald de Llemotges vescomte de Comborn  | Arquimbald de Llemotges vescomte de Comborn  | Arquimbald de Llemotges vescomte de Comborn  | Arquimbald de Llemotges vescomte de Comborn  |  |  |  |  |  |  |  |  |  |  |  |  |  |  |  |  |  |  |  |  |  |  |  |  |  |  |  |  |  |  |  |  |  |  |  |  |
|                                                                           |                                                                           |                                                                           |                                                                           |                                                                           |                                                                           |                                                      |                                                      |                                                      |                                                      |                                                      |                                                      |                                                                  |                                                                 | Hildebert de Llemotges († 914) vescomte de Llemotges            | Hildebert de Llemotges († 914) vescomte de Llemotges            | Hildebert de Llemotges († 914) vescomte de Llemotges            | Hildebert de Llemotges († 914) vescomte de Llemotges            | Hildebert de Llemotges († 914) vescomte de Llemotges | Hildebert de Llemotges († 914) vescomte de Llemotges |                                   |                                   |                                                    |                                   |                                                   |                                                   |                                                               |                                                               |                                                               |                                                               |                                                               |                                                               |  |  |                               |                               |                                           |                                           |                                           |                                           |                                            |                                            |                                            |                                            |                                            |                                            | Ramnald de Llemotges vescomte d'Aubusson | Ramnald de Llemotges vescomte d'Aubusson | Ramnald de Llemotges vescomte d'Aubusson | Ramnald de Llemotges vescomte d'Aubusson | Ramnald de Llemotges vescomte d'Aubusson | Ramnald de Llemotges vescomte d'Aubusson |  |  | Arquimbald de Llemotges vescomte de Comborn  | Arquimbald de Llemotges vescomte de Comborn  | Arquimbald de Llemotges vescomte de Comborn  | Arquimbald de Llemotges vescomte de Comborn  | Arquimbald de Llemotges vescomte de Comborn  | Arquimbald de Llemotges vescomte de Comborn  |  |  |  |  |  |  |  |  |  |  |  |  |  |  |  |  |  |  |  |  |  |  |  |  |  |  |  |  |  |  |  |  |  |  |  |  |
|                                                                           |                                                                           |                                                                           |                                                                           |                                                                           |                                                                           |                                                      |                                                      |                                                      |                                                      |                                                      |                                                      |                                                                  |                                                                 |                                                                 |                                                                 |                                                                 |                                                                 |                                                      |                                                      |                                   |                                   |                                                    |                                   |                                                   |                                                   |                                                               |                                                               |                                                               |                                                               |                                                               |                                                               |  |  |                               |                               |                                           |                                           |                                           |                                           |                                            |                                            |                                            |                                            |                                            |                                            |                                          |                                          |                                          |                                          |                                          |                                          |  |  |                                              |                                              |                                              |                                              |                                              |                                              |  |  |  |  |  |  |  |  |  |  |  |  |  |  |  |  |  |  |  |  |  |  |  |  |  |  |  |  |  |  |  |  |  |  |  |  |
|                                                                           |                                                                           |                                                                           |                                                                           |                                                                           |                                                                           | Hildegari de Llemotges († 943) vescomte de Llemotges | Hildegari de Llemotges († 943) vescomte de Llemotges | Hildegari de Llemotges († 943) vescomte de Llemotges | Hildegari de Llemotges († 943) vescomte de Llemotges | Hildegari de Llemotges († 943) vescomte de Llemotges | Hildegari de Llemotges († 943) vescomte de Llemotges |                                                                  |                                                                 |                                                                 |                                                                 |                                                                 |                                                                 |                                                      |                                                      |                                   |                                   |                                                    |                                   |                                                   |                                                   |                                                               |                                                               |                                                               |                                                               |                                                               |                                                               |  |  |                               |                               |                                           |                                           |                                           |                                           | Hélie de Limoges comte de La Marche        | Hélie de Limoges comte de La Marche        | Hélie de Limoges comte de La Marche        | Hélie de Limoges comte de La Marche        | Hélie de Limoges comte de La Marche        | Hélie de Limoges comte de La Marche        |                                          |                                          |                                          |                                          |                                          |                                          |  |  |                                              |                                              |                                              |                                              |                                              |                                              |  |  |  |  |  |  |  |  |  |  |  |  |  |  |  |  |  |  |  |  |  |  |  |  |  |  |  |  |  |  |  |  |  |  |  |  |
|                                                                           |                                                                           |                                                                           |                                                                           |                                                                           |                                                                           | Hildegari de Llemotges († 943) vescomte de Llemotges | Hildegari de Llemotges († 943) vescomte de Llemotges | Hildegari de Llemotges († 943) vescomte de Llemotges | Hildegari de Llemotges († 943) vescomte de Llemotges | Hildegari de Llemotges († 943) vescomte de Llemotges | Hildegari de Llemotges († 943) vescomte de Llemotges |                                                                  |                                                                 |                                                                 |                                                                 |                                                                 |                                                                 |                                                      |                                                      |                                   |                                   |                                                    |                                   |                                                   |                                                   |                                                               |                                                               |                                                               |                                                               |                                                               |                                                               |  |  |                               |                               |                                           |                                           |                                           |                                           | Hélie de Limoges comte de La Marche        | Hélie de Limoges comte de La Marche        | Hélie de Limoges comte de La Marche        | Hélie de Limoges comte de La Marche        | Hélie de Limoges comte de La Marche        | Hélie de Limoges comte de La Marche        |                                          |                                          |                                          |                                          |                                          |                                          |  |  |                                              |                                              |                                              |                                              |                                              |                                              |  |  |  |  |  |  |  |  |  |  |  |  |  |  |  |  |  |  |  |  |  |  |  |  |  |  |  |  |  |  |  |  |  |  |  |  |
|                                                                           |                                                                           |                                                                           |                                                                           |                                                                           |                                                                           | Gerald de Llemotges († 988) vescomte de Llemotges    |                                                      |                                                      |                                                      |                                                      |                                                      |                                                                  |                                                                 |                                                                 |                                                                 |                                                                 |                                                                 |                                                      |                                                      |                                   |                                   |                                                    |                                   |                                                   |                                                   |                                                               |                                                               |                                                               |                                                               |                                                               |                                                               |  |  |                               |                               |                                           |                                           |                                           |                                           |                                            |                                            |                                            |                                            |                                            |                                            |                                          |                                          |                                          |                                          |                                          |                                          |  |  |                                              |                                              |                                              |                                              |                                              |                                              |  |  |  |  |  |  |  |  |  |  |  |  |  |  |  |  |  |  |  |  |  |  |  |  |  |  |  |  |  |  |  |  |  |  |  |  |
|                                                                           |                                                                           |                                                                           |                                                                           |                                                                           |                                                                           |                                                      |                                                      |                                                      |                                                      |                                                      |                                                      |                                                                  |                                                                 |                                                                 |                                                                 |                                                                 |                                                                 |                                                      |                                                      |                                   |                                   |                                                    |                                   |                                                   |                                                   |                                                               |                                                               |                                                               |                                                               |                                                               |                                                               |  |  |                               |                               |                                           |                                           |                                           |                                           |                                            |                                            |                                            |                                            |                                            |                                            |                                          |                                          |                                          |                                          |                                          |                                          |  |  |                                              |                                              |                                              |                                              |                                              |                                              |  |  |  |  |  |  |  |  |  |  |  |  |  |  |  |  |  |  |  |  |  |  |  |  |  |  |  |  |  |  |  |  |  |  |  |  |
|                                                                           |                                                                           |                                                                           |                                                                           |                                                                           |                                                                           |                                                      |                                                      |                                                      |                                                      |                                                      |                                                      |                                                                  |                                                                 |                                                                 |                                                                 |                                                                 |                                                                 |                                                      |                                                      |                                   |                                   |                                                    |                                   |                                                   |                                                   |                                                               |                                                               |                                                               |                                                               |                                                               |                                                               |  |  |                               |                               |                                           |                                           |                                           |                                           |                                            |                                            |                                            |                                            |                                            |                                            |                                          |                                          |                                          |                                          |                                          |                                          |  |  |                                              |                                              |                                              |                                              |                                              |                                              |  |  |  |  |  |  |  |  |  |  |  |  |  |  |  |  |  |  |  |  |  |  |  |  |  |  |  |  |  |  |  |  |  |  |  |  |
| Guiu I de Llemotges († 1025) vescomte de Llemotges                        | Guiu I de Llemotges († 1025) vescomte de Llemotges                        | Guiu I de Llemotges († 1025) vescomte de Llemotges                        | Guiu I de Llemotges († 1025) vescomte de Llemotges                        | Guiu I de Llemotges († 1025) vescomte de Llemotges                        | Guiu I de Llemotges († 1025) vescomte de Llemotges                        |                                                      |                                                      |                                                      |                                                      | Hildegari († 990) Bisbe de Llemotges                 | Hildegari († 990) Bisbe de Llemotges                 | Hildegari († 990) Bisbe de Llemotges                             | Hildegari († 990) Bisbe de Llemotges                            | Hildegari († 990) Bisbe de Llemotges                            | Hildegari († 990) Bisbe de Llemotges                            |                                                                 |                                                                 | Alduí († 1014) Bisbe de Llemotges                    | Alduí († 1014) Bisbe de Llemotges                    | Alduí († 1014) Bisbe de Llemotges | Alduí († 1014) Bisbe de Llemotges | Alduí († 1014) Bisbe de Llemotges                  | Alduí († 1014) Bisbe de Llemotges |                                                   |                                                   | Aimeri I de Rochechouart Ostofrancus vescomte de Rochechouart | Aimeri I de Rochechouart Ostofrancus vescomte de Rochechouart | Aimeri I de Rochechouart Ostofrancus vescomte de Rochechouart | Aimeri I de Rochechouart Ostofrancus vescomte de Rochechouart | Aimeri I de Rochechouart Ostofrancus vescomte de Rochechouart | Aimeri I de Rochechouart Ostofrancus vescomte de Rochechouart |  |  | Géraud senyor d'Argenton      | Géraud senyor d'Argenton      | Géraud senyor d'Argenton                  | Géraud senyor d'Argenton                  | Géraud senyor d'Argenton                  | Géraud senyor d'Argenton                  |                                            |                                            |                                            |                                            |                                            |                                            | Branca d'Aubusson (extinta al segle XIX) | Branca d'Aubusson (extinta al segle XIX) | Branca d'Aubusson (extinta al segle XIX) | Branca d'Aubusson (extinta al segle XIX) | Branca d'Aubusson (extinta al segle XIX) | Branca d'Aubusson (extinta al segle XIX) |  |  |                                              |                                              |                                              |                                              |                                              |                                              |  |  |  |  |  |  |  |  |  |  |  |  |  |  |  |  |  |  |  |  |  |  |  |  |  |  |  |  |  |  |  |  |  |  |  |  |
| Guiu I de Llemotges († 1025) vescomte de Llemotges                        | Guiu I de Llemotges († 1025) vescomte de Llemotges                        | Guiu I de Llemotges († 1025) vescomte de Llemotges                        | Guiu I de Llemotges († 1025) vescomte de Llemotges                        | Guiu I de Llemotges († 1025) vescomte de Llemotges                        | Guiu I de Llemotges († 1025) vescomte de Llemotges                        |                                                      |                                                      |                                                      |                                                      | Hildegari († 990) Bisbe de Llemotges                 | Hildegari († 990) Bisbe de Llemotges                 | Hildegari († 990) Bisbe de Llemotges                             | Hildegari († 990) Bisbe de Llemotges                            | Hildegari († 990) Bisbe de Llemotges                            | Hildegari († 990) Bisbe de Llemotges                            |                                                                 |                                                                 | Alduí († 1014) Bisbe de Llemotges                    | Alduí († 1014) Bisbe de Llemotges                    | Alduí († 1014) Bisbe de Llemotges | Alduí († 1014) Bisbe de Llemotges | Alduí († 1014) Bisbe de Llemotges                  | Alduí († 1014) Bisbe de Llemotges |                                                   |                                                   | Aimeri I de Rochechouart Ostofrancus vescomte de Rochechouart | Aimeri I de Rochechouart Ostofrancus vescomte de Rochechouart | Aimeri I de Rochechouart Ostofrancus vescomte de Rochechouart | Aimeri I de Rochechouart Ostofrancus vescomte de Rochechouart | Aimeri I de Rochechouart Ostofrancus vescomte de Rochechouart | Aimeri I de Rochechouart Ostofrancus vescomte de Rochechouart |  |  | Géraud senyor d'Argenton      | Géraud senyor d'Argenton      | Géraud senyor d'Argenton                  | Géraud senyor d'Argenton                  | Géraud senyor d'Argenton                  | Géraud senyor d'Argenton                  |                                            |                                            |                                            |                                            |                                            |                                            | Branca d'Aubusson (extinta al segle XIX) | Branca d'Aubusson (extinta al segle XIX) | Branca d'Aubusson (extinta al segle XIX) | Branca d'Aubusson (extinta al segle XIX) | Branca d'Aubusson (extinta al segle XIX) | Branca d'Aubusson (extinta al segle XIX) |  |  |                                              |                                              |                                              |                                              |                                              |                                              |  |  |  |  |  |  |  |  |  |  |  |  |  |  |  |  |  |  |  |  |  |  |  |  |  |  |  |  |  |  |  |  |  |  |  |  |
|                                                                           |                                                                           |                                                                           |                                                                           |                                                                           |                                                                           |                                                      |                                                      |                                                      |                                                      |                                                      |                                                      |                                                                  |                                                                 |                                                                 |                                                                 |                                                                 |                                                                 |                                                      |                                                      |                                   |                                   |                                                    |                                   |                                                   |                                                   |                                                               |                                                               |                                                               |                                                               |                                                               |                                                               |  |  |                               |                               |                                           |                                           |                                           |                                           |                                            |                                            |                                            |                                            |                                            |                                            |                                          |                                          |                                          |                                          |                                          |                                          |  |  |                                              |                                              |                                              |                                              |                                              |                                              |  |  |  |  |  |  |  |  |  |  |  |  |  |  |  |  |  |  |  |  |  |  |  |  |  |  |  |  |  |  |  |  |  |  |  |  |
| Ademar I de Llemotges († 1025) vescomte de Llemotges                      | Ademar I de Llemotges († 1025) vescomte de Llemotges                      | Ademar I de Llemotges († 1025) vescomte de Llemotges                      | Ademar I de Llemotges († 1025) vescomte de Llemotges                      | Ademar I de Llemotges († 1025) vescomte de Llemotges                      | Ademar I de Llemotges († 1025) vescomte de Llemotges                      |                                                      |                                                      |                                                      |                                                      |                                                      |                                                      | Aimeri II de Rochechouart vescomte de Rochechouart               | Aimeri II de Rochechouart vescomte de Rochechouart              | Aimeri II de Rochechouart vescomte de Rochechouart              | Aimeri II de Rochechouart vescomte de Rochechouart              | Aimeri II de Rochechouart vescomte de Rochechouart              | Aimeri II de Rochechouart vescomte de Rochechouart              |                                                      |                                                      |                                   |                                   |                                                    |                                   |                                                   |                                                   |                                                               |                                                               |                                                               |                                                               |                                                               |                                                               |  |  |                               |                               |                                           |                                           |                                           |                                           | Branca de La Marche (extinta al segle XIV) | Branca de La Marche (extinta al segle XIV) | Branca de La Marche (extinta al segle XIV) | Branca de La Marche (extinta al segle XIV) | Branca de La Marche (extinta al segle XIV) | Branca de La Marche (extinta al segle XIV) |                                          |                                          |                                          |                                          |                                          |                                          |  |  |                                              |                                              |                                              |                                              |                                              |                                              |  |  |  |  |  |  |  |  |  |  |  |  |  |  |  |  |  |  |  |  |  |  |  |  |  |  |  |  |  |  |  |  |  |  |  |  |
| Ademar I de Llemotges († 1025) vescomte de Llemotges                      | Ademar I de Llemotges († 1025) vescomte de Llemotges                      | Ademar I de Llemotges († 1025) vescomte de Llemotges                      | Ademar I de Llemotges († 1025) vescomte de Llemotges                      | Ademar I de Llemotges († 1025) vescomte de Llemotges                      | Ademar I de Llemotges († 1025) vescomte de Llemotges                      |                                                      |                                                      |                                                      |                                                      |                                                      |                                                      | Aimeri II de Rochechouart vescomte de Rochechouart               | Aimeri II de Rochechouart vescomte de Rochechouart              | Aimeri II de Rochechouart vescomte de Rochechouart              | Aimeri II de Rochechouart vescomte de Rochechouart              | Aimeri II de Rochechouart vescomte de Rochechouart              | Aimeri II de Rochechouart vescomte de Rochechouart              |                                                      |                                                      |                                   |                                   |                                                    |                                   |                                                   |                                                   |                                                               |                                                               |                                                               |                                                               |                                                               |                                                               |  |  |                               |                               |                                           |                                           |                                           |                                           | Branca de La Marche (extinta al segle XIV) | Branca de La Marche (extinta al segle XIV) | Branca de La Marche (extinta al segle XIV) | Branca de La Marche (extinta al segle XIV) | Branca de La Marche (extinta al segle XIV) | Branca de La Marche (extinta al segle XIV) |                                          |                                          |                                          |                                          |                                          |                                          |  |  |                                              |                                              |                                              |                                              |                                              |                                              |  |  |  |  |  |  |  |  |  |  |  |  |  |  |  |  |  |  |  |  |  |  |  |  |  |  |  |  |  |  |  |  |  |  |  |  |
| Guiu II de Llemotges († 1067) vescomte de Llemotges                       | Guiu II de Llemotges († 1067) vescomte de Llemotges                       | Guiu II de Llemotges († 1067) vescomte de Llemotges                       | Guiu II de Llemotges († 1067) vescomte de Llemotges                       | Guiu II de Llemotges († 1067) vescomte de Llemotges                       | Guiu II de Llemotges († 1067) vescomte de Llemotges                       |                                                      |                                                      |                                                      |                                                      |                                                      |                                                      | Aimeri III de Rochechouart vescomte de Rochechouart              | Aimeri III de Rochechouart vescomte de Rochechouart             | Aimeri III de Rochechouart vescomte de Rochechouart             | Aimeri III de Rochechouart vescomte de Rochechouart             | Aimeri III de Rochechouart vescomte de Rochechouart             | Aimeri III de Rochechouart vescomte de Rochechouart             |                                                      |                                                      |                                   |                                   |                                                    |                                   |                                                   |                                                   |                                                               |                                                               |                                                               |                                                               |                                                               |                                                               |  |  | Branca de Brosse (subsistent) | Branca de Brosse (subsistent) | Branca de Brosse (subsistent)             | Branca de Brosse (subsistent)             | Branca de Brosse (subsistent)             | Branca de Brosse (subsistent)             |                                            |                                            |                                            |                                            |                                            |                                            |                                          |                                          |                                          |                                          |                                          |                                          |  |  |                                              |                                              |                                              |                                              |                                              |                                              |  |  |  |  |  |  |  |  |  |  |  |  |  |  |  |  |  |  |  |  |  |  |  |  |  |  |  |  |  |  |  |  |  |  |  |  |
| Guiu II de Llemotges († 1067) vescomte de Llemotges                       | Guiu II de Llemotges († 1067) vescomte de Llemotges                       | Guiu II de Llemotges († 1067) vescomte de Llemotges                       | Guiu II de Llemotges († 1067) vescomte de Llemotges                       | Guiu II de Llemotges († 1067) vescomte de Llemotges                       | Guiu II de Llemotges († 1067) vescomte de Llemotges                       |                                                      |                                                      |                                                      |                                                      |                                                      |                                                      | Aimeri III de Rochechouart vescomte de Rochechouart              | Aimeri III de Rochechouart vescomte de Rochechouart             | Aimeri III de Rochechouart vescomte de Rochechouart             | Aimeri III de Rochechouart vescomte de Rochechouart             | Aimeri III de Rochechouart vescomte de Rochechouart             | Aimeri III de Rochechouart vescomte de Rochechouart             |                                                      |                                                      |                                   |                                   |                                                    |                                   |                                                   |                                                   |                                                               |                                                               |                                                               |                                                               |                                                               |                                                               |  |  | Branca de Brosse (subsistent) | Branca de Brosse (subsistent) | Branca de Brosse (subsistent)             | Branca de Brosse (subsistent)             | Branca de Brosse (subsistent)             | Branca de Brosse (subsistent)             |                                            |                                            |                                            |                                            |                                            |                                            |                                          |                                          |                                          |                                          |                                          |                                          |  |  |                                              |                                              |                                              |                                              |                                              |                                              |  |  |  |  |  |  |  |  |  |  |  |  |  |  |  |  |  |  |  |  |  |  |  |  |  |  |  |  |  |  |  |  |  |  |  |  |
| Ademar II de Llemotges († 1090) vescomte de Llemotges                     | Ademar II de Llemotges († 1090) vescomte de Llemotges                     | Ademar II de Llemotges († 1090) vescomte de Llemotges                     | Ademar II de Llemotges († 1090) vescomte de Llemotges                     | Ademar II de Llemotges († 1090) vescomte de Llemotges                     | Ademar II de Llemotges († 1090) vescomte de Llemotges                     |                                                      |                                                      |                                                      |                                                      |                                                      |                                                      | Aimeri IV de Rochechouart vescomte de Rochechouart               | Aimeri IV de Rochechouart vescomte de Rochechouart              | Aimeri IV de Rochechouart vescomte de Rochechouart              | Aimeri IV de Rochechouart vescomte de Rochechouart              | Aimeri IV de Rochechouart vescomte de Rochechouart              | Aimeri IV de Rochechouart vescomte de Rochechouart              |                                                      |                                                      |                                   |                                   |                                                    |                                   |                                                   |                                                   |                                                               |                                                               |                                                               |                                                               |                                                               |                                                               |  |  |                               |                               |                                           |                                           |                                           |                                           |                                            |                                            |                                            |                                            |                                            |                                            |                                          |                                          |                                          |                                          |                                          |                                          |  |  |                                              |                                              |                                              |                                              |                                              |                                              |  |  |  |  |  |  |  |  |  |  |  |  |  |  |  |  |  |  |  |  |  |  |  |  |  |  |  |  |  |  |  |  |  |  |  |  |
| Ademar II de Llemotges († 1090) vescomte de Llemotges                     | Ademar II de Llemotges († 1090) vescomte de Llemotges                     | Ademar II de Llemotges († 1090) vescomte de Llemotges                     | Ademar II de Llemotges († 1090) vescomte de Llemotges                     | Ademar II de Llemotges († 1090) vescomte de Llemotges                     | Ademar II de Llemotges († 1090) vescomte de Llemotges                     |                                                      |                                                      |                                                      |                                                      |                                                      |                                                      | Aimeri IV de Rochechouart vescomte de Rochechouart               | Aimeri IV de Rochechouart vescomte de Rochechouart              | Aimeri IV de Rochechouart vescomte de Rochechouart              | Aimeri IV de Rochechouart vescomte de Rochechouart              | Aimeri IV de Rochechouart vescomte de Rochechouart              | Aimeri IV de Rochechouart vescomte de Rochechouart              |                                                      |                                                      |                                   |                                   |                                                    |                                   |                                                   |                                                   |                                                               |                                                               |                                                               |                                                               |                                                               |                                                               |  |  |                               |                               |                                           |                                           |                                           |                                           |                                            |                                            |                                            |                                            |                                            |                                            |                                          |                                          |                                          |                                          |                                          |                                          |  |  |                                              |                                              |                                              |                                              |                                              |                                              |  |  |  |  |  |  |  |  |  |  |  |  |  |  |  |  |  |  |  |  |  |  |  |  |  |  |  |  |  |  |  |  |  |  |  |  |
| Ademar III de Llemotges († 1139) vescomte de Llemotges Sense hereu mascle | Ademar III de Llemotges († 1139) vescomte de Llemotges Sense hereu mascle | Ademar III de Llemotges († 1139) vescomte de Llemotges Sense hereu mascle | Ademar III de Llemotges († 1139) vescomte de Llemotges Sense hereu mascle | Ademar III de Llemotges († 1139) vescomte de Llemotges Sense hereu mascle | Ademar III de Llemotges († 1139) vescomte de Llemotges Sense hereu mascle |                                                      |                                                      |                                                      |                                                      |                                                      |                                                      | Aimeri V de Rochechouart († 1170) vescomte de Rochechouart       | Aimeri V de Rochechouart († 1170) vescomte de Rochechouart      | Aimeri V de Rochechouart († 1170) vescomte de Rochechouart      | Aimeri V de Rochechouart († 1170) vescomte de Rochechouart      | Aimeri V de Rochechouart († 1170) vescomte de Rochechouart      | Aimeri V de Rochechouart († 1170) vescomte de Rochechouart      |                                                      |                                                      |                                   |                                   |                                                    |                                   |                                                   |                                                   |                                                               |                                                               |                                                               |                                                               |                                                               |                                                               |  |  |                               |                               |                                           |                                           |                                           |                                           |                                            |                                            |                                            |                                            |                                            |                                            |                                          |                                          |                                          |                                          |                                          |                                          |  |  |                                              |                                              |                                              |                                              |                                              |                                              |  |  |  |  |  |  |  |  |  |  |  |  |  |  |  |  |  |  |  |  |  |  |  |  |  |  |  |  |  |  |  |  |  |  |  |  |
| Ademar III de Llemotges († 1139) vescomte de Llemotges Sense hereu mascle | Ademar III de Llemotges († 1139) vescomte de Llemotges Sense hereu mascle | Ademar III de Llemotges († 1139) vescomte de Llemotges Sense hereu mascle | Ademar III de Llemotges († 1139) vescomte de Llemotges Sense hereu mascle | Ademar III de Llemotges († 1139) vescomte de Llemotges Sense hereu mascle | Ademar III de Llemotges († 1139) vescomte de Llemotges Sense hereu mascle |                                                      |                                                      |                                                      |                                                      |                                                      |                                                      | Aimeri V de Rochechouart († 1170) vescomte de Rochechouart       | Aimeri V de Rochechouart († 1170) vescomte de Rochechouart      | Aimeri V de Rochechouart († 1170) vescomte de Rochechouart      | Aimeri V de Rochechouart († 1170) vescomte de Rochechouart      | Aimeri V de Rochechouart († 1170) vescomte de Rochechouart      | Aimeri V de Rochechouart († 1170) vescomte de Rochechouart      |                                                      |                                                      |                                   |                                   |                                                    |                                   |                                                   |                                                   |                                                               |                                                               |                                                               |                                                               |                                                               |                                                               |  |  |                               |                               |                                           |                                           |                                           |                                           |                                            |                                            |                                            |                                            |                                            |                                            |                                          |                                          |                                          |                                          |                                          |                                          |  |  |                                              |                                              |                                              |                                              |                                              |                                              |  |  |  |  |  |  |  |  |  |  |  |  |  |  |  |  |  |  |  |  |  |  |  |  |  |  |  |  |  |  |  |  |  |  |  |  |
| Brunissenda de Llemotges Hereva del vescomtat de Llemotges                | Brunissenda de Llemotges Hereva del vescomtat de Llemotges                | Brunissenda de Llemotges Hereva del vescomtat de Llemotges                | Brunissenda de Llemotges Hereva del vescomtat de Llemotges                | Brunissenda de Llemotges Hereva del vescomtat de Llemotges                | Brunissenda de Llemotges Hereva del vescomtat de Llemotges                |                                                      |                                                      |                                                      |                                                      |                                                      |                                                      |                                                                  |                                                                 |                                                                 |                                                                 |                                                                 |                                                                 |                                                      |                                                      |                                   |                                   |                                                    |                                   |                                                   |                                                   |                                                               |                                                               |                                                               |                                                               |                                                               |                                                               |  |  |                               |                               |                                           |                                           |                                           |                                           |                                            |                                            |                                            |                                            |                                            |                                            |                                          |                                          |                                          |                                          |                                          |                                          |  |  | Guiu de Comborn († 1148) vescomte de Comborn | Guiu de Comborn († 1148) vescomte de Comborn | Guiu de Comborn († 1148) vescomte de Comborn | Guiu de Comborn († 1148) vescomte de Comborn | Guiu de Comborn († 1148) vescomte de Comborn | Guiu de Comborn († 1148) vescomte de Comborn |  |  |  |  |  |  |  |  |  |  |  |  |  |  |  |  |  |  |  |  |  |  |  |  |  |  |  |  |  |  |  |  |  |  |  |  |
| Brunissenda de Llemotges Hereva del vescomtat de Llemotges                | Brunissenda de Llemotges Hereva del vescomtat de Llemotges                | Brunissenda de Llemotges Hereva del vescomtat de Llemotges                | Brunissenda de Llemotges Hereva del vescomtat de Llemotges                | Brunissenda de Llemotges Hereva del vescomtat de Llemotges                | Brunissenda de Llemotges Hereva del vescomtat de Llemotges                |                                                      |                                                      |                                                      |                                                      |                                                      |                                                      |                                                                  |                                                                 |                                                                 |                                                                 |                                                                 |                                                                 |                                                      |                                                      |                                   |                                   |                                                    |                                   |                                                   |                                                   |                                                               |                                                               |                                                               |                                                               |                                                               |                                                               |  |  |                               |                               |                                           |                                           |                                           |                                           |                                            |                                            |                                            |                                            |                                            |                                            |                                          |                                          |                                          |                                          |                                          |                                          |  |  | Guiu de Comborn († 1148) vescomte de Comborn | Guiu de Comborn († 1148) vescomte de Comborn | Guiu de Comborn († 1148) vescomte de Comborn | Guiu de Comborn († 1148) vescomte de Comborn | Guiu de Comborn († 1148) vescomte de Comborn | Guiu de Comborn († 1148) vescomte de Comborn |  |  |  |  |  |  |  |  |  |  |  |  |  |  |  |  |  |  |  |  |  |  |  |  |  |  |  |  |  |  |  |  |  |  |  |  |
|                                                                           |                                                                           |                                                                           |                                                                           |                                                                           |                                                                           |                                                      |                                                      |                                                      |                                                      |                                                      |                                                      |                                                                  |                                                                 |                                                                 |                                                                 |                                                                 |                                                                 |                                                      |                                                      |                                   |                                   |                                                    |                                   |                                                   |                                                   |                                                               |                                                               |                                                               |                                                               |                                                               |                                                               |  |  |                               |                               |                                           |                                           |                                           |                                           |                                            |                                            |                                            |                                            |                                            |                                            |                                          |                                          |                                          |                                          |                                          |                                          |  |  |                                              |                                              |                                              |                                              |                                              |                                              |  |  |  |  |  |  |  |  |  |  |  |  |  |  |  |  |  |  |  |  |  |  |  |  |  |  |  |  |  |  |  |  |  |  |  |  |
|                                                                           |                                                                           |                                                                           |                                                                           |                                                                           |                                                                           |                                                      |                                                      |                                                      |                                                      |                                                      |                                                      | Aimeri VI de Rochechouart († 1230) Vescomte de Rochechouart      |                                                                 |                                                                 |                                                                 |                                                                 |                                                                 |                                                      |                                                      |                                   |                                   |                                                    |                                   |                                                   |                                                   |                                                               |                                                               |                                                               |                                                               |                                                               |                                                               |  |  |                               |                               |                                           |                                           |                                           |                                           |                                            |                                            |                                            |                                            |                                            |                                            |                                          |                                          |                                          |                                          |                                          |                                          |  |  |                                              |                                              |                                              |                                              |                                              |                                              |  |  |  |  |  |  |  |  |  |  |  |  |  |  |  |  |  |  |  |  |  |  |  |  |  |  |  |  |  |  |  |  |  |  |  |  |
|                                                                           |                                                                           |                                                                           |                                                                           |                                                                           |                                                                           |                                                      |                                                      |                                                      |                                                      |                                                      |                                                      |                                                                  |                                                                 |                                                                 |                                                                 |                                                                 |                                                                 |                                                      |                                                      |                                   |                                   |                                                    |                                   |                                                   |                                                   |                                                               |                                                               |                                                               |                                                               |                                                               |                                                               |  |  |                               |                               |                                           |                                           |                                           |                                           |                                            |                                            |                                            |                                            |                                            |                                            |                                          |                                          |                                          |                                          |                                          |                                          |  |  |                                              |                                              |                                              |                                              |                                              |                                              |  |  |  |  |  |  |  |  |  |  |  |  |  |  |  |  |  |  |  |  |  |  |  |  |  |  |  |  |  |  |  |  |  |  |  |  |
|                                                                           |                                                                           |                                                                           |                                                                           |                                                                           |                                                                           |                                                      |                                                      |                                                      |                                                      |                                                      |                                                      | Aimeri VII de Rochechouart (1180-1243) vescomte de Rochechouart  | Aimeri VII de Rochechouart (1180-1243) vescomte de Rochechouart | Aimeri VII de Rochechouart (1180-1243) vescomte de Rochechouart | Aimeri VII de Rochechouart (1180-1243) vescomte de Rochechouart | Aimeri VII de Rochechouart (1180-1243) vescomte de Rochechouart | Aimeri VII de Rochechouart (1180-1243) vescomte de Rochechouart |                                                      |                                                      |                                   |                                   |                                                    |                                   |                                                   |                                                   |                                                               |                                                               |                                                               |                                                               |                                                               |                                                               |  |  |                               |                               | Branche de Comborn (extinta al segle XIV) | Branche de Comborn (extinta al segle XIV) | Branche de Comborn (extinta al segle XIV) | Branche de Comborn (extinta al segle XIV) | Branche de Comborn (extinta al segle XIV)  | Branche de Comborn (extinta al segle XIV)  |                                            |                                            |                                            |                                            |                                          |                                          |                                          |                                          |                                          |                                          |  |  |                                              |                                              |                                              |                                              |                                              |                                              |  |  |  |  |  |  |  |  |  |  |  |  |  |  |  |  |  |  |  |  |  |  |  |  |  |  |  |  |  |  |  |  |  |  |  |  |
|                                                                           |                                                                           |                                                                           |                                                                           |                                                                           |                                                                           |                                                      |                                                      |                                                      |                                                      |                                                      |                                                      | Aimeri VII de Rochechouart (1180-1243) vescomte de Rochechouart  | Aimeri VII de Rochechouart (1180-1243) vescomte de Rochechouart | Aimeri VII de Rochechouart (1180-1243) vescomte de Rochechouart | Aimeri VII de Rochechouart (1180-1243) vescomte de Rochechouart | Aimeri VII de Rochechouart (1180-1243) vescomte de Rochechouart | Aimeri VII de Rochechouart (1180-1243) vescomte de Rochechouart |                                                      |                                                      |                                   |                                   |                                                    |                                   |                                                   |                                                   |                                                               |                                                               |                                                               |                                                               |                                                               |                                                               |  |  |                               |                               | Branche de Comborn (extinta al segle XIV) | Branche de Comborn (extinta al segle XIV) | Branche de Comborn (extinta al segle XIV) | Branche de Comborn (extinta al segle XIV) | Branche de Comborn (extinta al segle XIV)  | Branche de Comborn (extinta al segle XIV)  |                                            |                                            |                                            |                                            |                                          |                                          |                                          |                                          |                                          |                                          |  |  |                                              |                                              |                                              |                                              |                                              |                                              |  |  |  |  |  |  |  |  |  |  |  |  |  |  |  |  |  |  |  |  |  |  |  |  |  |  |  |  |  |  |  |  |  |  |  |  |
|                                                                           |                                                                           |                                                                           |                                                                           |                                                                           |                                                                           |                                                      |                                                      |                                                      |                                                      |                                                      |                                                      | Aimeri VIII de Rochechouart (1206-1245) vescomte de Rochechouart |                                                                 |                                                                 |                                                                 |                                                                 |                                                                 |                                                      |                                                      |                                   |                                   |                                                    |                                   |                                                   |                                                   |                                                               |                                                               |                                                               |                                                               |                                                               |                                                               |  |  |                               |                               |                                           |                                           |                                           |                                           |                                            |                                            |                                            |                                            |                                            |                                            |                                          |                                          |                                          |                                          |                                          |                                          |  |  |                                              |                                              |                                              |                                              |                                              |                                              |  |  |  |  |  |  |  |  |  |  |  |  |  |  |  |  |  |  |  |  |  |  |  |  |  |  |  |  |  |  |  |  |  |  |  |  |
|                                                                           |                                                                           |                                                                           |                                                                           |                                                                           |                                                                           |                                                      |                                                      |                                                      |                                                      |                                                      |                                                      |                                                                  |                                                                 |                                                                 |                                                                 |                                                                 |                                                                 |                                                      |                                                      |                                   |                                   |                                                    |                                   |                                                   |                                                   |                                                               |                                                               |                                                               |                                                               |                                                               |                                                               |  |  |                               |                               |                                           |                                           |                                           |                                           |                                            |                                            |                                            |                                            |                                            |                                            |                                          |                                          |                                          |                                          |                                          |                                          |  |  |                                              |                                              |                                              |                                              |                                              |                                              |  |  |  |  |  |  |  |  |  |  |  |  |  |  |  |  |  |  |  |  |  |  |  |  |  |  |  |  |  |  |  |  |  |  |  |  |
|                                                                           |                                                                           |                                                                           |                                                                           |                                                                           |                                                                           |                                                      |                                                      |                                                      |                                                      |                                                      |                                                      |                                                                  |                                                                 |                                                                 |                                                                 |                                                                 |                                                                 |                                                      |                                                      |                                   |                                   |                                                    |                                   |                                                   |                                                   |                                                               |                                                               |                                                               |                                                               |                                                               |                                                               |  |  |                               |                               |                                           |                                           |                                           |                                           |                                            |                                            |                                            |                                            |                                            |                                            |                                          |                                          |                                          |                                          |                                          |                                          |  |  |                                              |                                              |                                              |                                              |                                              |                                              |  |  |  |  |  |  |  |  |  |  |  |  |  |  |  |  |  |  |  |  |  |  |  |  |  |  |  |  |  |  |  |  |  |  |  |  |
| Aimeri IX de Rochechouart († 1288) vescomte de Rochechouart               | Aimeri IX de Rochechouart († 1288) vescomte de Rochechouart               | Aimeri IX de Rochechouart († 1288) vescomte de Rochechouart               | Aimeri IX de Rochechouart († 1288) vescomte de Rochechouart               | Aimeri IX de Rochechouart († 1288) vescomte de Rochechouart               | Aimeri IX de Rochechouart († 1288) vescomte de Rochechouart               |                                                      |                                                      |                                                      |                                                      |                                                      |                                                      |                                                                  |                                                                 |                                                                 |                                                                 |                                                                 |                                                                 |                                                      |                                                      |                                   |                                   |                                                    |                                   | Guillem de Mortemart († 1272) senyor de Mortemart | Guillem de Mortemart († 1272) senyor de Mortemart | Guillem de Mortemart († 1272) senyor de Mortemart             | Guillem de Mortemart († 1272) senyor de Mortemart             | Guillem de Mortemart († 1272) senyor de Mortemart             | Guillem de Mortemart († 1272) senyor de Mortemart             |                                                               |                                                               |  |  |                               |                               |                                           |                                           |                                           |                                           |                                            |                                            |                                            |                                            |                                            |                                            |                                          |                                          |                                          |                                          |                                          |                                          |  |  |                                              |                                              |                                              |                                              |                                              |                                              |  |  |  |  |  |  |  |  |  |  |  |  |  |  |  |  |  |  |  |  |  |  |  |  |  |  |  |  |  |  |  |  |  |  |  |  |
| Aimeri IX de Rochechouart († 1288) vescomte de Rochechouart               | Aimeri IX de Rochechouart († 1288) vescomte de Rochechouart               | Aimeri IX de Rochechouart († 1288) vescomte de Rochechouart               | Aimeri IX de Rochechouart († 1288) vescomte de Rochechouart               | Aimeri IX de Rochechouart († 1288) vescomte de Rochechouart               | Aimeri IX de Rochechouart († 1288) vescomte de Rochechouart               |                                                      |                                                      |                                                      |                                                      |                                                      |                                                      |                                                                  |                                                                 |                                                                 |                                                                 |                                                                 |                                                                 |                                                      |                                                      |                                   |                                   |                                                    |                                   | Guillem de Mortemart († 1272) senyor de Mortemart | Guillem de Mortemart († 1272) senyor de Mortemart | Guillem de Mortemart († 1272) senyor de Mortemart             | Guillem de Mortemart († 1272) senyor de Mortemart             | Guillem de Mortemart († 1272) senyor de Mortemart             | Guillem de Mortemart († 1272) senyor de Mortemart             |                                                               |                                                               |  |  |                               |                               |                                           |                                           |                                           |                                           |                                            |                                            |                                            |                                            |                                            |                                            |                                          |                                          |                                          |                                          |                                          |                                          |  |  |                                              |                                              |                                              |                                              |                                              |                                              |  |  |  |  |  |  |  |  |  |  |  |  |  |  |  |  |  |  |  |  |  |  |  |  |  |  |  |  |  |  |  |  |  |  |  |  |
|                                                                           |                                                                           |                                                                           |                                                                           |                                                                           |                                                                           |                                                      |                                                      |                                                      |                                                      |                                                      |                                                      |                                                                  |                                                                 |                                                                 |                                                                 |                                                                 |                                                                 |                                                      |                                                      |                                   |                                   |                                                    |                                   |                                                   |                                                   |                                                               |                                                               |                                                               |                                                               |                                                               |                                                               |  |  |                               |                               |                                           |                                           |                                           |                                           |                                            |                                            |                                            |                                            |                                            |                                            |                                          |                                          |                                          |                                          |                                          |                                          |  |  |                                              |                                              |                                              |                                              |                                              |                                              |  |  |  |  |  |  |  |  |  |  |  |  |  |  |  |  |  |  |  |  |  |  |  |  |  |  |  |  |  |  |  |  |  |  |  |  |
|                                                                           |                                                                           |                                                                           |                                                                           |                                                                           |                                                                           |                                                      |                                                      |                                                      |                                                      |                                                      |                                                      |                                                                  |                                                                 |                                                                 |                                                                 |                                                                 |                                                                 |                                                      |                                                      |                                   |                                   |                                                    |                                   |                                                   |                                                   |                                                               |                                                               |                                                               |                                                               |                                                               |                                                               |  |  |                               |                               |                                           |                                           |                                           |                                           |                                            |                                            |                                            |                                            |                                            |                                            |                                          |                                          |                                          |                                          |                                          |                                          |  |  |                                              |                                              |                                              |                                              |                                              |                                              |  |  |  |  |  |  |  |  |  |  |  |  |  |  |  |  |  |  |  |  |  |  |  |  |  |  |  |  |  |  |  |  |  |  |  |  |
|                                                                           |                                                                           |                                                                           |                                                                           |                                                                           |                                                                           |                                                      |                                                      |                                                      |                                                      |                                                      |                                                      |                                                                  |                                                                 |                                                                 |                                                                 |                                                                 |                                                                 |                                                      |                                                      |                                   |                                   |                                                    |                                   |                                                   |                                                   |                                                               |                                                               |                                                               |                                                               |                                                               |                                                               |  |  |                               |                               |                                           |                                           |                                           |                                           |                                            |                                            |                                            |                                            |                                            |                                            |                                          |                                          |                                          |                                          |                                          |                                          |  |  |                                              |                                              |                                              |                                              |                                              |                                              |  |  |  |  |  |  |  |  |  |  |  |  |  |  |  |  |  |  |  |  |  |  |  |  |  |  |  |  |  |  |  |  |  |  |  |  |
| Branca de Rochechouart (subsistent)                                       | Branca de Rochechouart (subsistent)                                       | Branca de Rochechouart (subsistent)                                       | Branca de Rochechouart (subsistent)                                       | Branca de Rochechouart (subsistent)                                       | Branca de Rochechouart (subsistent)                                       |                                                      |                                                      |                                                      |                                                      |                                                      |                                                      |                                                                  |                                                                 |                                                                 |                                                                 |                                                                 |                                                                 |                                                      |                                                      |                                   |                                   |                                                    |                                   | Branca de Mortemart (ducal) (subsistent)          | Branca de Mortemart (ducal) (subsistent)          | Branca de Mortemart (ducal) (subsistent)                      | Branca de Mortemart (ducal) (subsistent)                      | Branca de Mortemart (ducal) (subsistent)                      | Branca de Mortemart (ducal) (subsistent)                      |                                                               |                                                               |  |  |                               |                               |                                           |                                           |                                           |                                           |                                            |                                            |                                            |                                            |                                            |                                            |                                          |                                          |                                          |                                          |                                          |                                          |  |  |                                              |                                              |                                              |                                              |                                              |                                              |  |  |  |  |  |  |  |  |  |  |  |  |  |  |  |  |  |  |  |  |  |  |  |  |  |  |  |  |  |  |  |  |  |  |  |  |